# 吉·哲塔二世
吉·哲塔二世（又譯「杰·杰塔二世」；1573年—1627年）是柬埔寨黑暗時期的一位國王，1618年至1627年在位。本名波涅·嫩（Ponhea Nhom）。其統治中心為烏棟一帶。
吉·哲塔二世是巴龙列谢四世（1603年-1618年在位）的兒子。吉·哲塔二世統治期間，將都城從斯雷桑托遷往烏棟，並與越南廣南國君主阮福源結盟以對抗暹羅。這導致了越南得到了柬埔寨的湄公河三角洲一帶領土，其中包括波雷諾哥城（Prey Nokor）——也就是今天胡志明市的前身。
在其父統治期間，暹羅人蹂躪了都城洛韦。為了得到平衡，吉·哲塔二世在外交上親向阮主，並希望得到後者的幫助。為了鞏固其同盟關係，1618年，吉·哲塔二世與阮主和親，阮福源將女兒阮氏玉萬嫁給吉·哲塔二世為繼后。作為回報，吉·哲塔二世同意越南人在波雷諾哥地區（也就是柴棍）的Mô Xoài（今巴地市）建立據點。後來越南人在波雷諾哥地區建立了城市，也就是後來的胡志明市。
1623年，吉·哲塔二世同意越南人在波雷諾哥地區建立稅收機構。這是自1471年黎聖宗滅占城之後越南領土的又一次向南擴張。在柬埔寨遭受暹羅人的入侵而不堪重負之後，越南人不斷遷入這塊領地定居，使這塊領地越來越越南化，並於1698年正式成為越南領土。
1620年，荷屬東印度公司與柬埔寨簽訂協定，並於1623年在烏棟附近建立了甘榜良港。

## 家庭

### 妻妾
1. 王后阮氏玉萬：阮主阮福源之女
2. 妃Souk dont
3. 妃Thong dont
4. 姬侍l'Anak Mnan Pussa：老撾人

### 子女
- Ang Na公主（阮氏玉萬所生）
- Cau Bana Tu親王（Souk dont所生）
- Cau Bana Nu親王（Thong dont所生）
- Ang Vathi公主（Thong dont所生）
- Cau Bana Cand親王（l'Anak Mnan Pussa所生）

## 腳註
1. 1 2 3  Henry Kamm. . Arcade Publishing. 1998: 23  [2011-02-15]. ISBN 1559704330. （原始内容存档于2020-09-14）.
2. 1 2  Robert M. Salkin, Trudy Ring. Paul E. Schellinger, Robert M. Salkin , 编. . International Dictionary of Historic Places 5. Taylor & Francis. 1996: 354. ISBN 1884964044.
3. 1 2  Nghia M. Vo, Chat V. Dang, Hien V. Ho. . Saigon Arts, Culture & Education Institute Forum. Outskirts Press. 2008-08-29  [2011-02-15]. ISBN 1432722085. （原始内容存档于2016-03-03）.
4. ↑  .   [2010-06-16]. （原始内容存档于2009-04-13）.

| 前任： 巴龙列谢四世 | 柬埔寨君主列表 1618年－1627年 | 继任： 托摩列谢二世（乌迭） |